# Il cielo della vergine (singolo)
Il cielo della vergine è un singolo di Marco Masini, terzo estratto promozionale dall'album omonimo, scritto con Giancarlo Bigazzi e Giuseppe Dati.
Il brano è stato cantato da Masini nella serata finale del Festivalbar 1995.

## Tracce
1. Il cielo della vergine (Radio Edit) - (4:44)